# Pere I de Castella

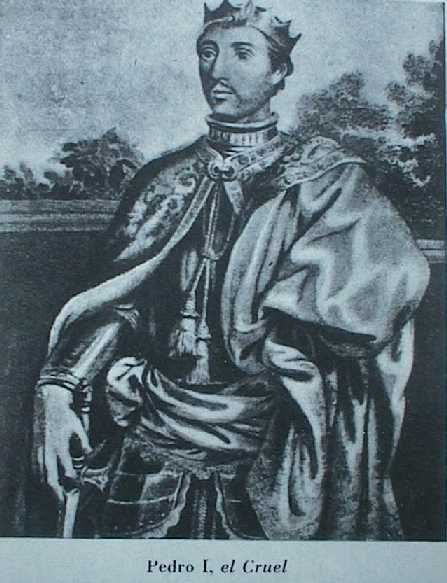
Pere I el Cruel

Pere I de Castella (castellà: Pedro I)  (Burgos, 30 d'agost de 1334 - Montiel, 23 de març de 1369) dit el Cruel o el Justicier, fou rei de Castella des del 26 de març de 1350 fins a la seva mort el 1369.

## Biografia
Segon fill d'Alfons XI de Castella i la seva segona esposa Maria de Portugal. Només néixer fou nomenat hereu del regne després de la mort, un any abans del seu naixement, del seu germà gran l'infant Ferran de Castella. El 3 de juliol de 1353 es casà a la catedral de Valladolid amb Blanca de Borbó, filla de Pere de Borbó. D'aquest matrimoni no hi hagué fills.
El 1353 es casà secretament i, mentre la seva primera esposa encara vivia, amb Maria de Padilla. D'aquest matrimoni tingué:
- l'infant Alfons de Castella (1359-1362)
- la infanta Beatriu de Castella (1354-1369), religiosa
- la infanta Constança de Castella (1354-1394), reina titular de Castella, casada el 1371 amb Joan de Gant, duc de Lancaster i fill d'Eduard III d'Anglaterra
- la infanta Isabel de Castella (1355-1393), casada el 1372 amb Edmond Plantegenet, duc de York

El 1354 novament es casà a Cuéllar, amb les dues mullers anteriors encara vivents, amb Juana de Castro. D'aquest matrimoni tingué l'infant Joan de Castella (1355-1405).

## Guerra civil
Els inicis del seu regnat van estar marcats per la debilitat del poder reial davant dels diversos fills que el seu pare Alfons XI havia tingut amb Elionor de Guzmán; els infants d'Aragó, cosins del rei; i per la seva pròpia mare. El 1354 patí una revolta iniciada pel seu germanastre Enric de Trastàmara i hagué de fugir a França. El 1366, amb el suport de la Corona d'Aragó i de la mateixa França, retornà a Castella i aconseguí novament el poder. Això propicià l'inici de la Guerra Civil castellana entre els dos germans pel poder reial. A mesura que Pere anava conquerint ciutats anà executant els sublevats, motiu pel qual l'anomenaren el Cruel.

## La Guerra dels dos Peres
El 1356 la guerra civil es transformà en la Guerra dels dos Peres en atacar Pere IV d'Aragó uns mercants genovesos en aigües castellanes, en el context de la Guerra dels Cent Anys. Així mentre el Regne d'Anglaterra s'alineà al costat de Pere I de Castella, la Corona d'Aragó i el Regne de França ho feu en favor d'Enric.
Durant la Pau de Terrer de 1361 per mediació de Guiu de Boulogne, i mortes tant la reina com Maria de Padilla, Pere I va declarar hereus seus els fills que havia tingut amb aquesta última i els reconegué com a fills legítims.

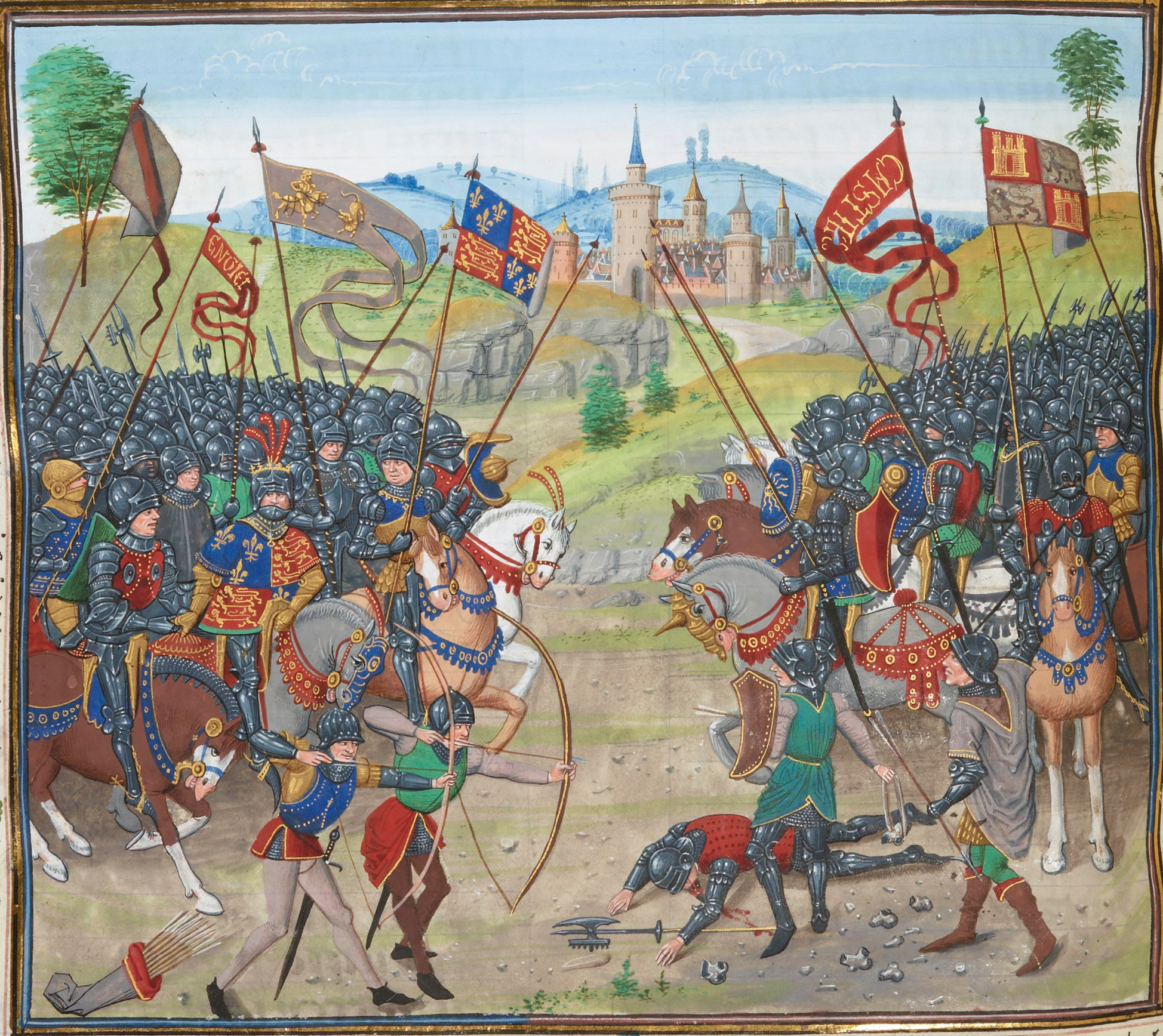
Batalla de Nàjera a partir d'un manuscrit del. A l'esquerra s'hi representa Pere I amb Eduard, el príncep Negre

El 1363 prengué Terol, i el 1363 i el 1364 va aconseguir assetjar la ciutat de València, però el conflicte es va equilibrar amb la intervenció de França, que desitjava instaurar al tron castellà un monarca que fes intervenir la potent flota castellana contra Anglaterra, i poder-la vèncer en la Guerra dels Cent Anys. Així amb l'ajuda de França, Enric de Trastàmara fou proclamat rei a Calahorra el 1366 i va ocupar en poc temps la totalitat del regne castellà.
Fou llavors quan Pere el Cruel necessità l'ajuda d'Eduard, el príncep Negre, governador anglès d'Aquitània a canvi de territori, segons el tractat de Libourne de 1366. Aquest va penetrar a la península amb tropes angleses i va derrotar Enric a la batalla de Nàjera el 1367. Tot i la brutal repressió contra els partidaris d'Enric, aquest aconseguí recobrar forces i va assetjar Toledo el 1368 i va derrotar Pere I a la batalla de Montiel el 1369. Mentre es negociava la pau al mateix camp de batalla entre els dos germans, es va produir una baralla que acabà amb la mort de Pere en mans del seu germà Enric. Amb aquesta mort es va posar fi a la dinastia Borgonya al tron castellà per donar pas a la dinastia Trastàmara.

## Pere I en les arts
La principal font per a la seva vida és la Crónica de Pedro I del canceller Pedro López de Ayala, contemporani seu.
- Geoffrey Chaucer, poc després de la seva mort, el fa aparèixer al "Conte del monjo" d'Els contes de Canterbury, on n'explica la seva caiguda i mort.
- Sem Tob de Carrión, Proverbios morales.
- Romancero del rey Don Pedro, recull de poemes dels segles XV-XVII.
- Francisco de Castilla escrigué un poema sobre la vida del rei: Theorica de virtudes en coplas en 1517.
- El Infanzón de Illescas, comèdia de Lope de Vega, també atribuïda a Tirso de Molina.
- Lo cierto por lo dudoso (1620-24), Los Ramírez de Arellano, La niña de plata, La noche de San Juan, comèdies de Lope de Vega.
- El diablo está en Cantillana (1622), obra de teatre de Luis Vélez de Guevara.
- Blanche de Bourbon, reine de Castille, tragèdia d'Henri Regnault (1642).
- Jocosa defensa de Nerón y del señor Don Pedro de Francisco de Quevedo (1643), poema.
- El valiente justiciero (1657), comèdia d'Agustín Moreto.
- Pierre le Cruel, tragèdia de P. L. Buirette de Belloy.
- Don Pedre, roi de Castille (1761), tragèdia de Philippe Lefebvre.
- Don Pedre, roi de Castille (1775), tragèdia de Voltaire.
- Le roi et le laboureur (1802), tragèdia d'A.-V. Arnault.
- Pierre le Cruel,... (1808), tragèdia de M. de Belloy.
- Mariano José de Larra: El Doncel de Don Enrique el Doliente, novel·la
- Ramón López Soler: El primogénito de Alburquerque, novel·la (1833-34).
- Maria Padilla, tragèdia de Jacques Ancelot (1838).
- Don Pèdre le Justicier (1838), fulletó de Théophile Gautier
- Abu Saíd en Sevilla (1839), poema de José Amador de los Ríos.
- El zapatero y el rey (1840.1841), drama de José Zorrilla i les llegendes en vers del mateix autor Justicias del rey Don Pedro i Una aventura de 1360
- El alcázar de Sevilla, Una antigualla de Sevilla i El fratricidio (1841), poemes d'Ángel de Saavedra, Duque de Rivas, dels Romances históricos.
- Histoire de Don Pedre Ier, roi de Castile, assaig històric de Prosper Merimée (1848).
- Pierre le Cruel (1850), d'Alexandre Dumas.
- Pedro I de Castilla, o, El grito de la venganza: novela histórica original(1852) de V.A. Bolangero.
- Men Rodríguez de Sanabria (1853), novel·la de Manuel Fernández y González.
- Le bâtard de Mauléon (1854), novel·la d'Alexandre Dumas.
- The lances of Lynwood (1855), novel·la de Charlotte Yonge.
- D. Pedro o Cruel: melodrama tragi-cómico (1857) d'Antonio de Reparaz.
- Manuel Torrijos: Los Justicias del Rey Don Pedro i El puñal del Trastárama (les dues de 1858).
- La cabeza del rey D. Pedro (1862), novel·la de M. Fernández y González.
- Blanca de Borbón (publicado en 1870), drama de José de Espronceda.
- Don Pedro el Cruel: novela histórica original (1872) d'Esteban Hernández y Fernández.
- María Coronel (1873), drama de Francisco Luis de Retes i Francisco Pérez Echevarría.
- El arcediano de San Gil (1873), drama de Pedro Marquina.
- Doña María Coronel: (episodio del reinado de Don Pedro el Cruel) (1874), novel·la de Manuel Fernández y González.
- Leyendas y tradiciones de Sevilla (1875), poemas de Manuel Cano y Cueto.
- Leconte de Lisle
- "Hernán el Lobo" i "El vértigo", poemas de Gaspar Núñez de Arce.
- El suspiro del moro (1885), novel·la d'Emilio Castelar.
- La desposada del rey (1887), poema d'Antonio J. Márquez.
- La leyenda del rey Bermejo (1890), novel·la de Rodrigo Amador de los Ríos.
- L. Molina i E. Gallico, D. Pere "el Crüel" (1910), tragèdia
- Don Pedro el cruel, o, los hijos mandan, comèdia de José Fernández del Villar (1932).
- Baraja del rey Don Pedro, drama d'Agustín García-Calvo.
- Nora Elyda Andrade, Las mocedades del señor de Andrade (2003).
- Los Malos años: [la guerra entre Pedro el Cruel y la reina Blanca] (2007), novel·la de León Arsenal.

En la música:
- Pietro il Crudele, òpera amb música d'Hilarión Eslava.
- Maria de Padilla, òpera amb música de Gaetano Donizetti.
- Don Pedro el Cruel, "zarzuela cómica en un acto y un solo cuadro en prosa", llibret de Pedro Muñoz Seca, música de Saco del Vall